# La Guadalupe, Huayacocotla
La Guadalupe är en ort i Mexiko.   Den ligger i kommunen Huayacocotla och delstaten Veracruz, i den sydöstra delen av landet, 140 km nordost om huvudstaden Mexico City. La Guadalupe ligger 2 132 meter över havet och antalet invånare är 216.
Terrängen runt La Guadalupe är kuperad åt sydväst, men åt nordost är den bergig. Runt La Guadalupe är det ganska glesbefolkat, med 42 invånare per kvadratkilometer. Närmaste större samhälle är Carbonero Jacales, 13,3 km söder om La Guadalupe. I omgivningarna runt La Guadalupe växer i huvudsak blandskog.